# Hopton (Suffolk)
Pour les articles homonymes, voir Hopton.
Hopton est un village et une paroisse civile du Suffolk, en Angleterre.